# Олуја страсти
Олуја страсти (шп. La Tormenta) колумбијско-америчка је теленовела, продукцијске куће Телемундо, снимана током 2005. и 2006.
У Србији је емитована 2006. на телевизији Пинк.

## Синопсис
Марија Тереза Монтиља и Сантос Тореалба, двоје људи о различитих размишљања и начина живота, откриће да пут од љубави до мржње раздваја само танка нит, без обзира што ће учинити све како до љубави не би дошло.
Прича почиње када Марија Тереза, пословна жена навикнута на градски живот, мора да остави сав свој луксуз и пресели се на Ла Торменту, хацијенду свог оца, којом треба управљати с обзиром да је једини спас у тешком времену које је проузроковао банкротирањем породичне фирме.
Јако је сигурна да ће успети навикнути се на такав живот, али доласком на хацијенду увиђа да то није баш лако, с обзиром да се сусреће са светом који јој је дивља средина у којој се налази хацијенда и те како несхватљива.
За Марију Терезу најгоре је то што се мора упустити у сарадњу са управником хацијенде, Сантосом Тореалбом, човеком са села, кога бије глас женскароша и освајача, са којим се не може сложити ни у чему од самог тренутка упознавања.
У тренутку када се укрштају њихови погледи, очигледно је за обоје да су и те како различити да би могли живети под истим кровом. Али, што више покушавају да се раздвоје, више се интензивира страст између њих двоје, страст која ће проузроковати олујну романтику кроз коју ће сама мржња уступити место љубави коју никада раније нису осетили.

## Улоге
| Глумац:                | Улога:                |
| ---------------------- | --------------------- |
| Наталија Стрејгнард    | Марија Тереза Монтиља |
| Кристијан Мајер        | Сантос Тореалба       |
| Аура Кристина Гејтнер  | Бернарда Ајала        |
| Наташа Клаус           | Исабела Монтиља       |
| Марсело Букет          | Симон Гереро          |
| Елијен Абад            | Валентина Ајала       |
| Хуан Пабло Шак         | Дамјан / Косме        |
| Кристина Лили          | Еделмира Гереро       |
| Патрисија Кастањеда    | Магдалена             |
| Бибјана Навас          | Солита                |
| Агмет Ескаф            | Алиријо               |
| Росмери Бохоркез       | Далила Гема           |
| Дијана Нејра           | Вирхинија             |
| Мануел Балби           | Хесус Нињо Камачо     |
| Марија Кристина Галвез | Ремедијос де Камачо   |
| Иван Родригез          | Сипријано Камачо      |
| Констанса Гутјерез     | Татакоа               |
| Алехандро Буенавентура | Ернесто Монтиља       |
| Реј Васкез             | Бенито                |
| Кармен Виљалобос       | Тринидад Ајала        |
| Вилма Вера             | Чепа                  |
| Дидијер ван дер Хове   | Енрике Монталво       |
| Марта Исабел Болоњос   | Камелија              |
| Лајла Виејра           | Амапола               |
| Кармен Марина Торес    | Нани                  |
| Маргарита Дуран        | Хеновева              |
| Рикардо Гонзалес       | Деметријо             |
| Мауро Меркадо          | Алесијо               |